# Акнашен
Акнашен (вірм. Ակնաշեն) — село в марзі Армавір, на заході Вірменії. Село розташоване за 7 км на південь від міста Вагаршапат, за 2 км на південний схід від села Грибоєдов, за 2 км на північний схід від села Лусагюх та за 3 км на північний захід від села Гай. Церква села присвячена Св. Бардугімеосу, поруч розташована розорена будівля VIII століття.